# Memi pasa fürdője

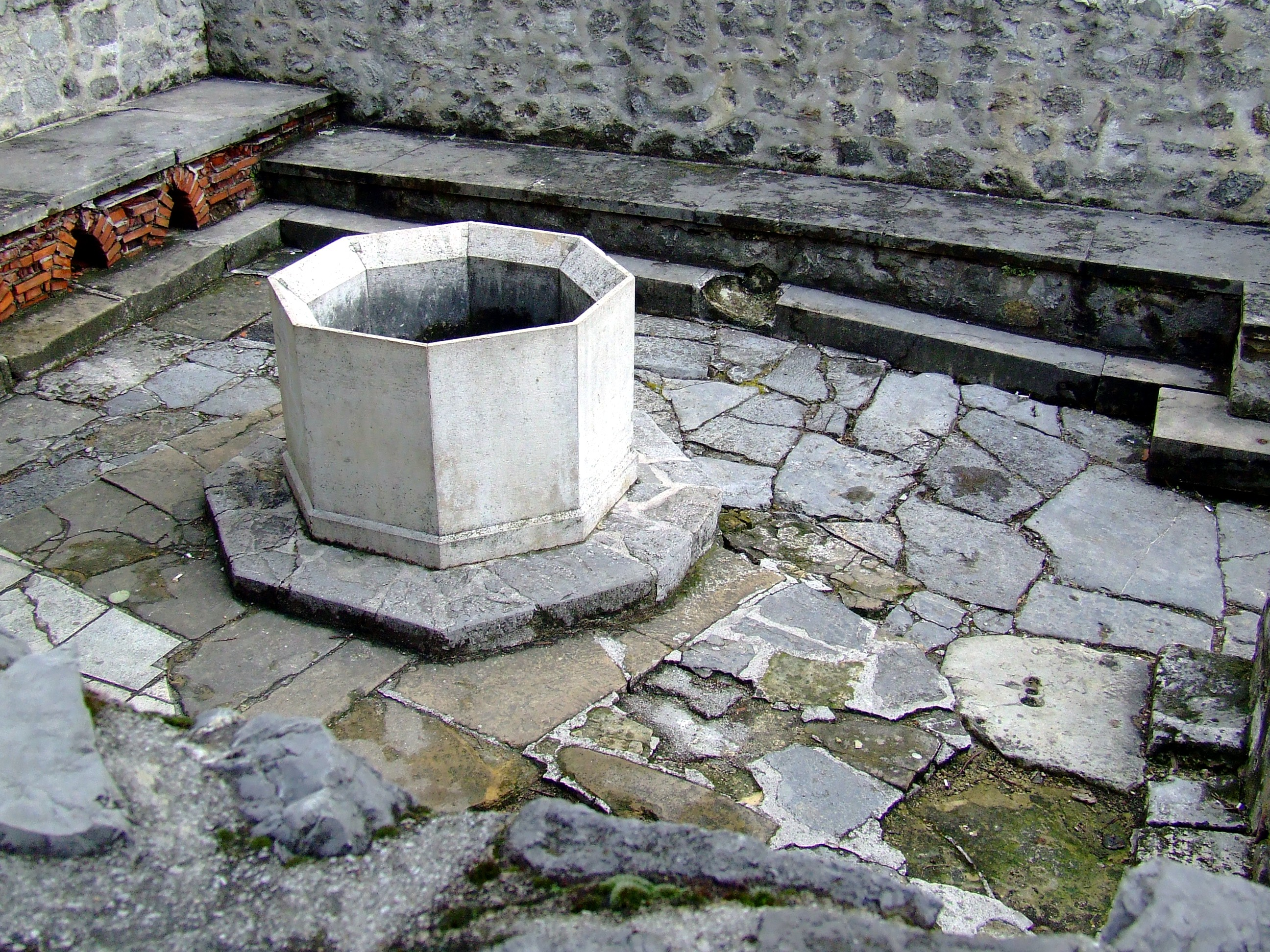
Az 1979-ben helyreállított fürdő egyik termének romjai.

Memi pasa fürdője (Memi Pasa Hamam fürdő) Pécs öt nevezetes török kori építményei közé tartozik, amelyet töredékes állapotban állítottak helyre. A szabadon látogatható maradványok a mai Ferencesek utcája végén álló Ferences templom mellett találhatók. A török korban a fürdő mellett valószínűleg Memi pasa dzsámija, medreszéje, valamint Szolimán aga lakóházai is itt álltak. A fürdő padlója alatt volt a fűtőrendszer, amellyel a helyiségeket és vizet melegítették. Az előcsarnokban díszes csorgókút, a falak mellett méretes ülőpadok voltak. Az előcsarnok utáni keskeny helyiségben faragott díszítésű falikút, mosdómedence, ülő- és pihenőpad volt. Az ezt követő, nagyobb teremben pihenőpadok voltak, a bejárat mellett pedig egy nyolcszögű köldök kő, amelyet masszírozásra használtak. A kupolás épületbe hatszögű nyílásokon keresztül jutott be a természetes fény. Ezek nagy része rekonstruált formában ma is látható.

## Története
A törökök a korábban ott álló ferences rendi templom kolostort átépítve alakították ki a fürdőt. A műemléken álló tábla szerint a fürdőt a 16. évszázad harmadik negyedében emelték. A 17. század közepén Evlija Cselebi török világutazó és történetíró három fürdőt említett meg pécsi látogatása alkalmával: Memi pasa, Ferhád pasa és Kászim pasa fürdőjét. A Memi pasa fürdőjéről ezt írta: "Memi pasa dzsámija közelében van Memi pasa fürdője, kellemes szép épületű meleg fürdő, melynek fürdőszolgái, mint a nap, olyan tenyerűek..."
Memi pasa dzsámiját a 18. században a ferences rendiek elbontották, illetve átépítették. A török fürdő viszont megmaradt egészen 1880-ig.
Az 1970-es években a fürdő romjait feltárták és bemutathatóvá tették. Kiállítás mutatja be a magyarországi török fürdők, valamint Memi pasa fürdőjének feltárási történetét.

## Állapota
A fürdő ma leromlott állapotban van. A romkertszerű bemutatás következményeként, a rom fedetlenül lett kialakítva, amely a falazatok pusztulását (szétfagyás, beázások, páralecsapódások stb.) eredményezte. A romok hasznosítása lényegében funkció nélkül történt meg. Pécsen egy egymilliárd forintos török beruházás révén megújulhat három török műemlék (Idrisz Baba türbéje, Jakováli Hasszán dzsámija, Ferhád pasa dzsámija), amelyben nem szerepel a Memi pasa fürdője felújítása.